# Lindner Family Tennis Center
Lindner Family Tennis Center (česky Lindnerovo rodinné tenisové centrum) je tenisový areál v ohijském Masonu, ležícím přibližně 35 km severně od centra Cincinnati. Komplex byl otevřen v roce 1979 a stal se dějištěm turnaje mužů a žen Cincinnati Open. Obsahuje 31 tenisových dvorců s tvrdým povrchem Har-Tru, který v roce 2025 nahradil DecoTurf.
Areál byl pojmenován po Lindnerově rodině, žijící v cincinnatské metropolitní oblasti od poloviny 20. století, za podporu turnaje. Rodinní příslušníci se věnovali pojišťovnictví a investování. Stali se také vlastníky místních sportovních klubů, baseballového Cincinnati Reds či fotbalového FC Cincinnati.

## Historie

### 1979–1989: Počáteční období
V roce 1979 se Cincinnati Open přestěhoval ze Zábavního parku na Coney Islandu k dálniční tepně v Masonu. Zelenou antuku nahradil tvrdý povrch DecoTurf. V předchozím dějišti, ležícím v parku na Coney Islandu, komplikovaly údržbu kurtů záplavy z přilehlé řeky Ohio. Masonský areál začínal se čtyřmi dvorci na pozemcích společnosti Taft Broadcasting. Výstavbou byla pověřena firma Clinton Asphalt Paving Company, která instalovala hlavní tribunu z předchozího dějiště. V roce 1981 vznikla základní verze centrálního dvorce pro 5 200 sedících diváků. Primátem mezi areály se stal materiál pro výstavbu centrálního dvorce, jímž byl také polymer z recyklovaných míčků. Do roku 1982 vysílala poslední dva dny turnaje stanice CBS, v období 1983–1989 přešla televizní práva na USA Network a v roce 1990 je získala ESPN.
V roce 1986 byl po centru osvětlen i Grandstand umožňující večerní zápasy. Danou sezónu hráči událost zvolili nejlepším turnajem roku v kategorii „Super Series“. Během prvního velkého rozšíření, od roku 1987 s náklady 2,1 milionu dolarů, byl počet míst centrkurtu navýšen ze 7 732 na 8 748 sedadel a na horním okraji zřízena 65členná uzavřená lóže. Vznikla tzv. západní budova pro zázemí tenistů, médií i diváků s dvěma klimatizovanými podlažími. V roce 1988 bylo vztyčeno osm stanů pro stravování a postavena 900metrová příjezdová silnice.

### 1990–2019: Kontinuální rozšiřování
V roce 1990 se zvýšila kapacita centrálního stadionu o 1,5 tisíce míst, na 10 tisíc osob, včetně osmi nových skyboxů a krytého salonku za částku 4 milionů dolarů. Roku 1995 prošla kompletní přestavbou dvojka areálu, Grandstand, s výměnou dřevěných tribun za betonové, přidáním skyboxů a zvýšením kapacity na pět tisíc míst. V roce 1997 vznikl třetí stály stadion, Court 3, a hlavní aréna byla přejmenována na „Centre Court“. Turnaj se tím stal jediným mimo grandslam se třemi stálými stadiony. Během roku 1998 se areál rozrostl o dva dvorce v jihovýchodním rohu komplexu, na celkových deset kurtů. O rok později byla postavena nová pokladna a stará přestavěna na muzeum při příležitosti 100. výročí založení turnaje. Roku 2000 areál jako druhý na světě přebarvil povrch kurtů na fialovo, po Canadian Open hraném o týden dříve.
V roce 2010 bylo oznámeno třífázové rozšíření areálu s rozpočtem 20 milionů dolarů. Nárůst plochy zeleně s květenou zlepšily podmínky areálu, aby odpovídal klimatu jižního Ohia. Postavena byla nová tzv. západní budova v hodnotě 10 milionů dolarů, která získala název po řediteli turnaje Paulu M. Florym (později přejmenována na Performance Center). Obsahovala ženské šatny, tréninkové zázemí, apartmány pro diváky, stravování a mediální středisko. Roku 2011 do areálu přibylo, ve druhé fázi projektu, šest dvorců včetně čtvrtého stáleho stadionu pro 4 tisíce osob. Celkem tak areál zahrnoval 16 kurtů. Třetí fáze, během sezóny 2012, se zaměřila na rozšíření stravovacích prostor a místa prodejců. V roce 2018 byla za 25 milionů dolarů postavena tzv. jižní budova s první vnitřní klimatizovanou lóží na venkovním tenisové turnaji. Stala se nejvyšší stavbou areálu a vytvořila předěl mězi oběma hlavními stadiony. Na ploše 3 700 m2 obsahovala kuchyň, restaurace, konferenční místnosti i vysílací středisko.

### 2022–2023: Nový vlastník turnaje i areálu

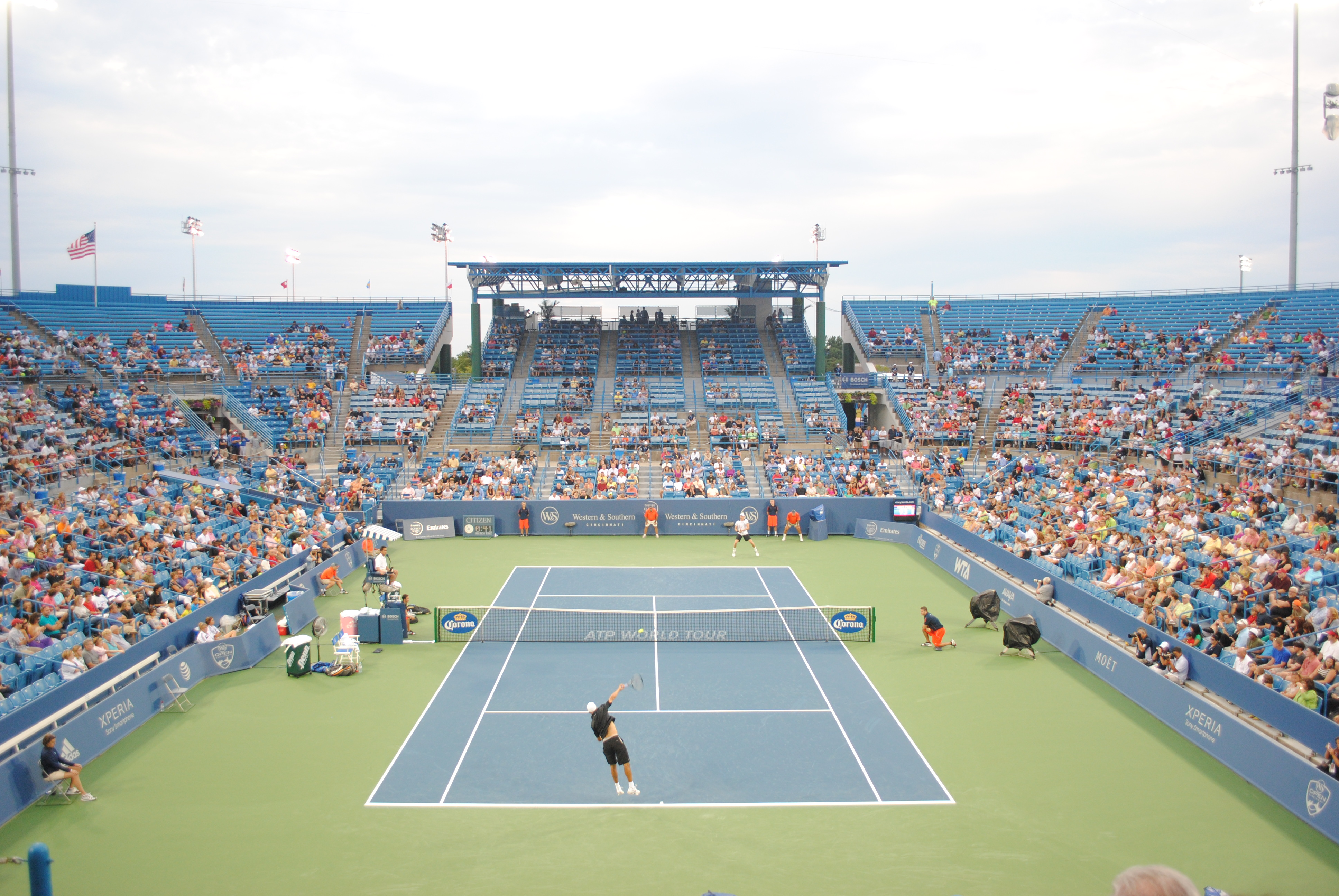
Centrální dvorec (2012)

Roku 2022 se vlastníkem Cincinnati Open stal podnikatel Benjamin Navarro, otec tenistky Emmy Navarrové, který akvizici uskutečnil prostřednictvím rodinné společnosti Beemok Capital. Ta provozování turnaje svěřila Beemok Sports and Entertainment. Ekologicky orientované projekty v roce 2023 zahrnuly výsadbu květin. Jejich počet se zdvojnásobil na více než 10 tisíc letniček. Uhlíková stopa byla snížena bezhotovostním obchodováním a modernizací povrchu 17 kurtů od společnosti GreenSet. Hlavní stadiony získaly po obvodu plochy kurtů videostěny. Dvorec č. 4 byl osazen více než 800 novými sedadly. Kapacita k sezení se zvýšila i na kurtech č. 5, 6, 7, 8, 9 a 11.  Do centrální zóny areálu přibyla fanouškovská zóna s velkoplošnou obrazovkou o šířce 24 metrů.
V květnu 2023 Beemok oznámil, že zvažuje přesun turnaje do severokarolínského Charlotte. V říjnu téhož roku ale potvrdil pokračování v Cincinnati. Před rozšířením město Mason odkoupilo areál za 15 milionů dolarů od Tennis for Charity. Pronajalo ho státní ohijské instituci Warren County Port Authority, která jeho provoz svěřila společnosti Beemok Sports and Entertainment. Navarrova firma Beemok Capital měla dle smlouvy inkasovat zisky z turnaje, zatímco příjmy z celoročního provozu areálu měly být deponovány v rezervním fondu pro údržbu, opravy a inovace.

### 2024–2025: Velká rekonstrukce

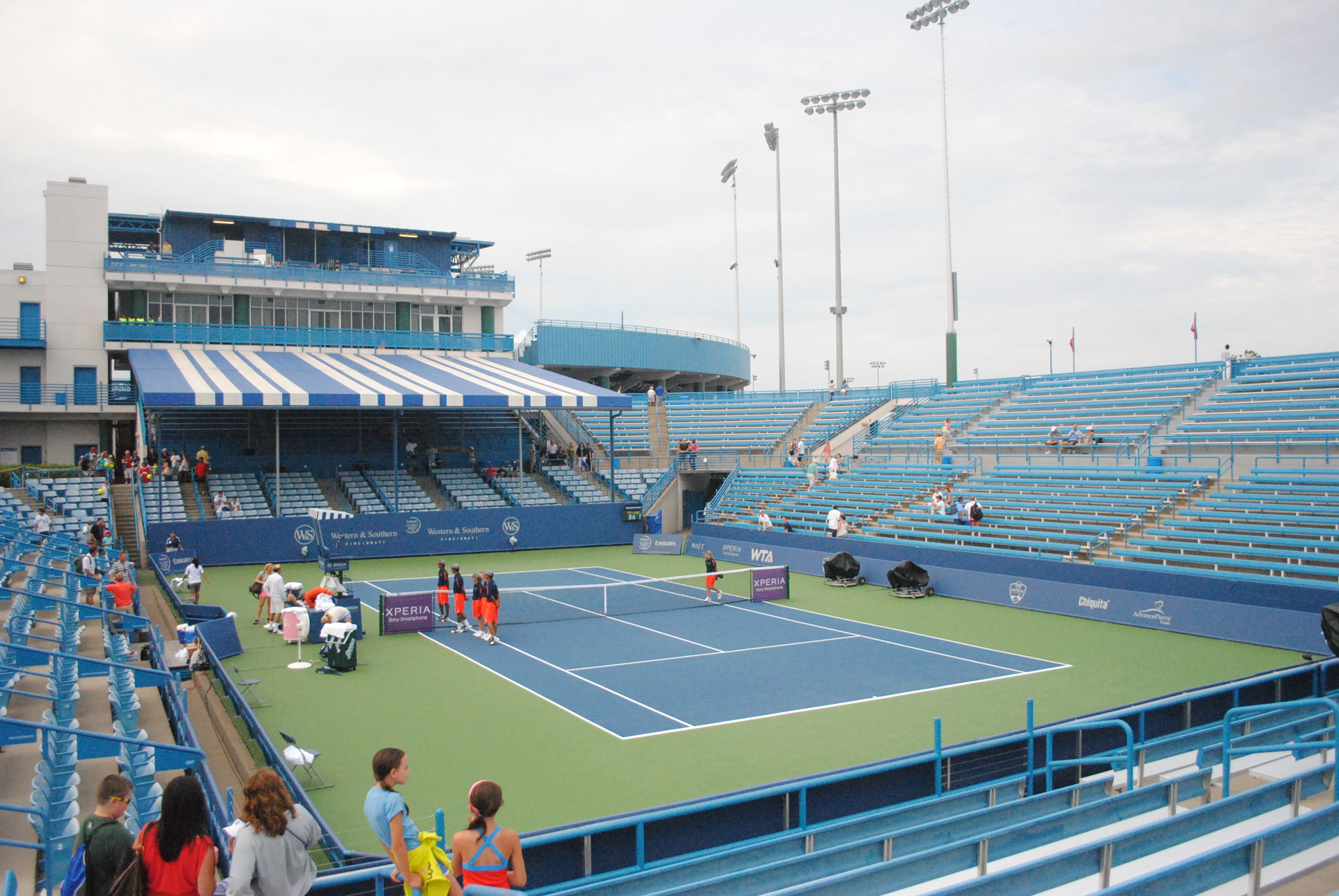
Grandstand, druhý největší dvorec areálu (2012)

Generální rekonstrukce se uskutečnila v letech 2024–2025. Celkové náklady dosáhly výše 260 milionů dolarů, z nichž se 51 % zavázala financovat rodinná firma Beemok Capital Bena Navarra. Zbylých 49 % uhradila samospráva Masonu s okresem Warren a ohijskou státní vládou. Centrkurt s Grandstandem získaly souvislou fasádu, vzniklo zastíněné náměstí pro fanoušky a postaven byl pátý stálý stadion – zapuštěný Champions Court pro 2 300 diváků. Celkový počet dvorců vzrostl z 21 na 31 kvůli rozšíření startovního pole z 56 na 96 singlistů a prodloužením délky turnaje na 12 dnů, a to od roku 2025. Šest dvorců bylo krytých. V roce 2023 přitom areál zahrnoval jen 17 kurtů. Deset nových dvorců na jižní straně ohraničily tribuny, které byly přidány k již existujícím, nově tréninkovým kurtům v severní polovině. Mimoto se v areálu objevily kurty na pickleball a padel.
Vystavěna byla dvoupodlažní budova pro zázemí hráčů na ploše 5 350 m2 se společenskou místností, sály pro regeneraci a šatnami, technické operační středisko i pavilon a zahradní apartmány pro návštěvníky turnaje. Na zastíněném náměstí bylo instalováno 1,3 tisíce míst k sezení, koncertní podium a třináct restaurací. Plocha areálu s dvorci se zdvojnásobila z 8 na 16 hektarů, čímž překonala rozlohu grandslamového areálu Rolanda Garrose. Hlavním projektantem byla firma Gensler ve spolupráci se společností Barton Malow.
Rozrostla se i plocha zeleně. K roku 2025 bylo v areálu pěstováno 42 670 letniček na ploše 4 055 m2 skleníků, 13 712 trvalek a travin, 1 293 stromů a 950 keřů.

## Přehled dvorců
Lindnerovo rodinné tenisové centrum se k roku 2025 rozkládalo – včetně 31 dvorců, kampusu a dalšího zázemí – na ploše přibližně 36,4 hektarů (90 akrů). Centrální dvorec s kapacitou 11 614 diváků byl šestnáctým největším tenisovým kurtem světa.
| Dvorce           | Dvorce           | kapacita | kapacita     | otevření |
| ---------------- | ---------------- | -------- | ------------ | -------- |
| Center Court     | Center Court     | 11 614   | [ 7 ]        | 1981     |
| Grandstand Court | Grandstand Court | 5 000    | [ 16 ] [ 7 ] | 1995     |
| Stadium 3        |                  | 4 000    | [ 16 ] [ 7 ] | 2010     |
| Champions Court  |                  | 2 300    | [ 2 ] [ 14 ] | 2025     |
| Court 10         | Court 10         | 2 000    | [ 16 ] [ 7 ] | 1997     |